# Antarcturus hodgsoni
Antarcturus hodgsoni is een pissebed uit de familie Antarcturidae. De wetenschappelijke naam van de soort is voor het eerst geldig gepubliceerd in 1913 door Richardson.